# Robert Indiana
 (mars 2023).
Si vous disposez d'ouvrages ou d'articles de référence ou si vous connaissez des sites web de qualité traitant du thème abordé ici, merci de compléter l'article en donnant les références utiles à sa vérifiabilité et en les liant à la section « Notes et références ».

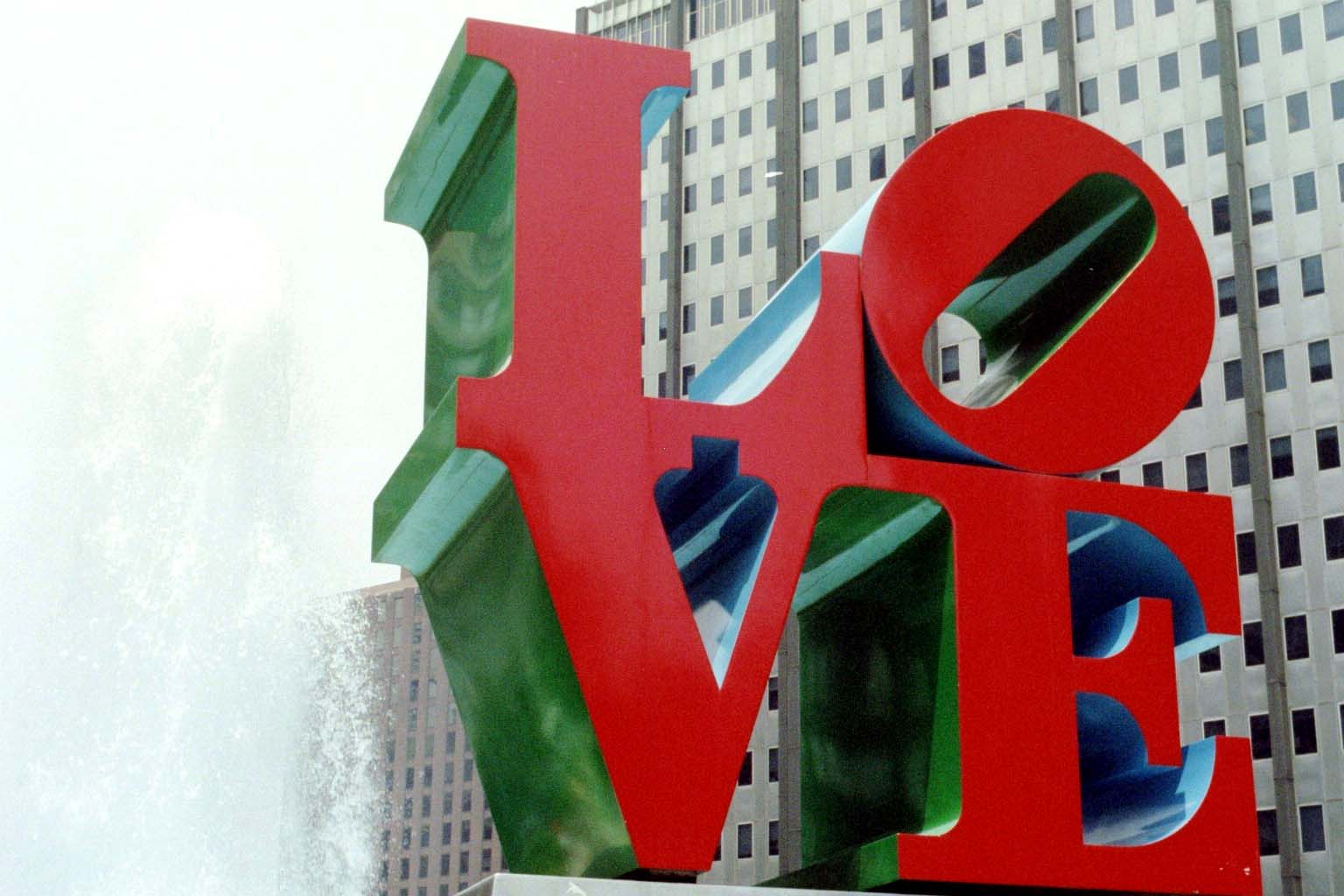
La sculpture LOVE du Love Park de Philadelphie.

Robert Indiana, nom de scène de Robert Clark, né le 13 septembre 1928 à New Castle (Indiana) et mort le 19 mai 2018 à Vinalhaven (Maine), est un artiste américain associé au mouvement du pop art.

## Biographie
Robert Clark, qui prendra plus tard le pseudonyme de Robert Indiana, est né à New Castle (Indiana, États-Unis) en 1928. Il étudiera d’abord dans différentes institutions ou écoles d’art aux États-Unis (Indianapolis, Utica, Chicago, etc.), avant de suivre un enseignement au College of Art d’Édimbourg, puis à Londres. Robert Indiana voyage au Mexique, en Europe et à l’intérieur des États-Unis. Il s’installe à New York en 1958.
En 1961, il figure à l’exposition « Studio of Dance », et, l’année suivante, à l’exposition historique « New Realists », laquelle réunit alors une grande partie des artistes internationaux qui se réclament du Pop Art, langage typiquement nord-américain. En 1962 également est organisée sa première exposition personnelle aux États-Unis. Artiste-clef du Pop Art, Robert Indiana expose partout, participe à toutes les manifestations du mouvement (Montréal, Sao Paulo, Düsseldorf, New York, Chicago, etc.). Il sera présent, en 1990, à la FIAC de Paris.
Robert Indiana fait partie de la seconde vague des artistes américains du Pop Art, vague qui vint après les Robert Rauschenberg, Jasper Johns, John Chamberlain, etc. Comme beaucoup d’artistes du Pop Art, Indiana évoluera dans une direction qui lui est propre. Reprenant à son compte quelques voies ouvertes par d’autres, il utilisera pour s’exprimer les tubes d’éclairage au néon, les figures géométriques (cercles, étoiles, pentagones) aux couleurs uniformes en aplats et bien délimitées.

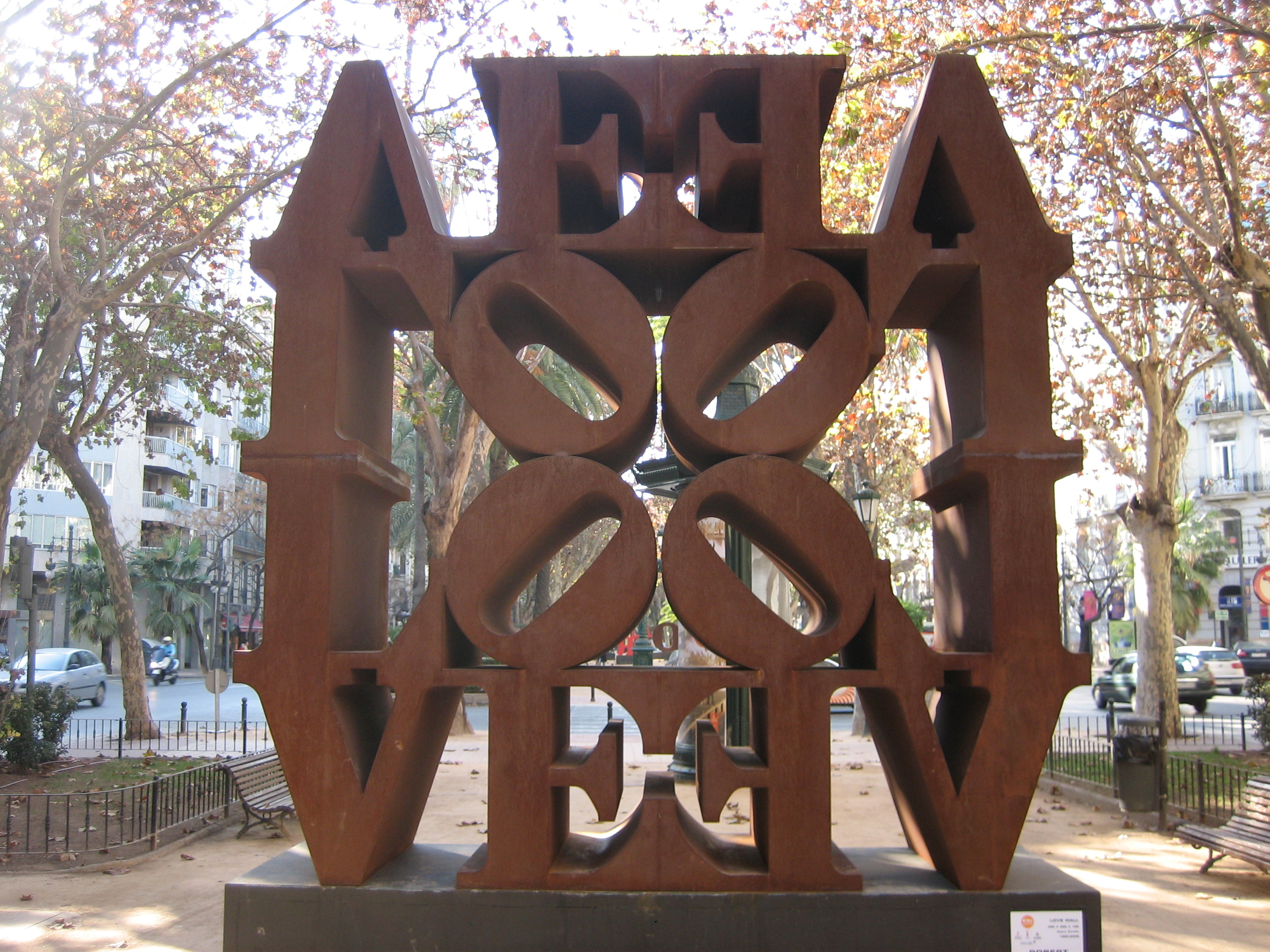
Love, sculpture espagnole en miroir brisé à Valence (Espagne).

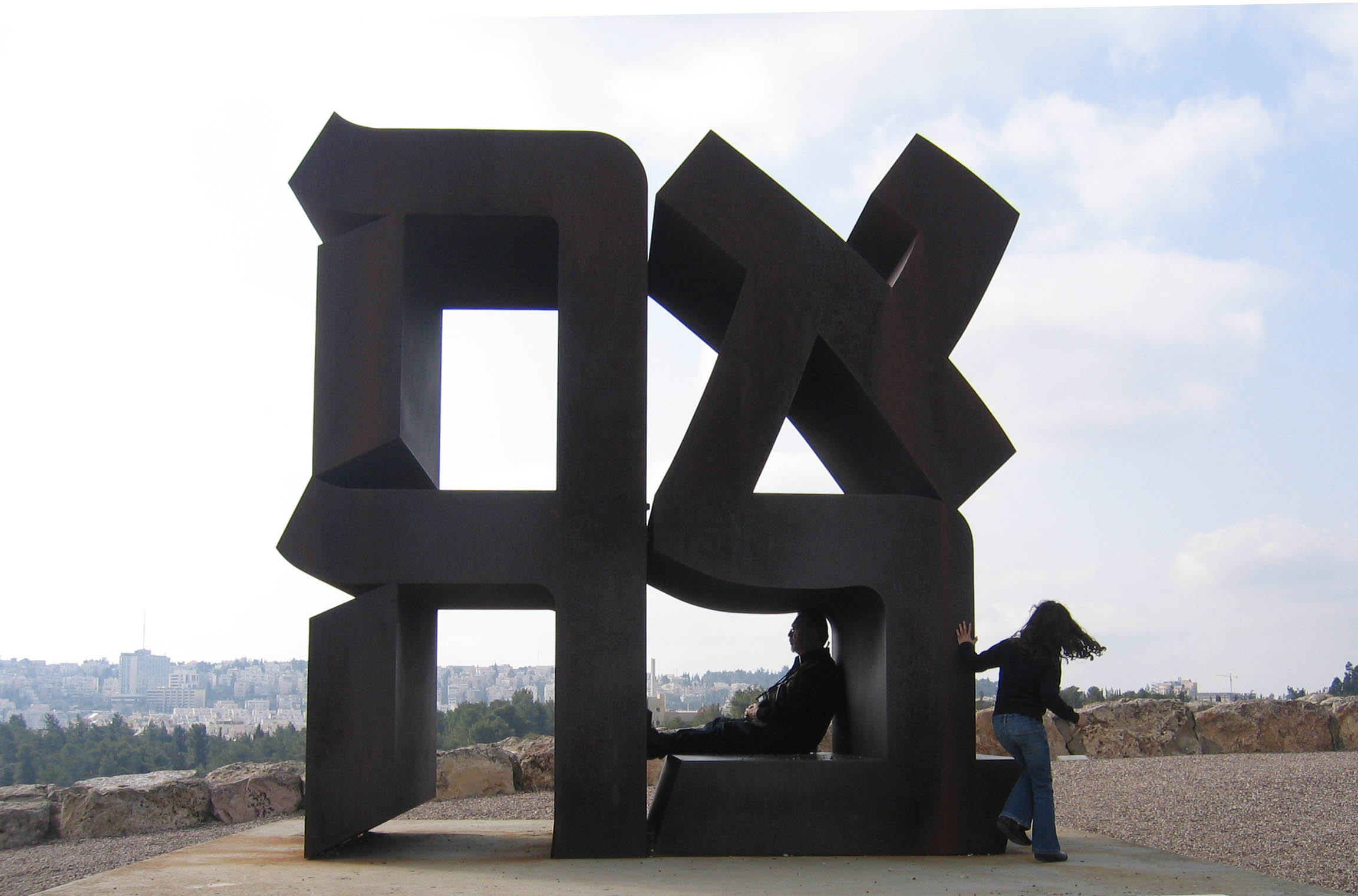
Ahava (=אהבה), sculpture en acier COR-TEN, musée d'Israël à Jérusalem (1977).

Robert Indiana admire Edward Hopper et le peintre Charles Demuth, l’un des précurseurs de la représentation de l’industrialisation américaine ; en 1963, il rend hommage à ce dernier par le célèbre « The Demuth American Dream », composition à partir du chiffre 5 et d’un jeu d’étoiles. Robert Indiana travaille sur le signe. Bientôt l’artiste en vient à n’utiliser plus que lettres et chiffres. Son célèbre « Love » avec le O incliné deviendra l’image référence du Pop Art, image que l’artiste déclinera sans cesse, image obsessionnelle qui envahira le monde nord-américain. Le parcours de Robert Indiana, devenu presque l’homme d’une seule image, reflète bien l’esprit du Pop Art, esprit qui entretient des rapports pour le moins ambigu, haine et adulation, avec la société de consommation.
Personnage insolite, Robert Indiana s’installe en 1978 à Vinalhaven dans une île du Maine (États-Unis) ; il cesse alors de peindre, refuse la demande, afin de ne se consacrer qu’à la sculpture (troncs d’arbres assemblés en idoles barbares). À l’occasion d’une rétrospective organisée à Nice en 1998, il reprend pourtant une septième variante de « American Dream », consacrée cette fois à trois femmes américaines venues vivre en France[pas clair] (Joséphine Baker, Isadora Duncan et Grace Kelly)[réf. nécessaire].

## Œuvre

### LOVE, et ses déclinaisons

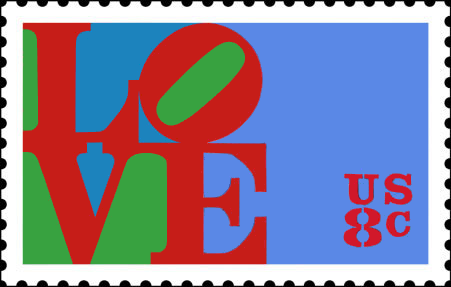
Timbre américain reprenant le motif de l'œuvre d’Indiana.

Robert Indiana est le créateur de la sculpture LOVE visible dans le Love Park à Philadelphie en 1970. Cette œuvre représente l’art populaire présent dans la sculpture. En 1973, un timbre est créé, aux États-Unis, reprenant cette image de contribution qui sera imprimée à 32 millions d’exemplaires.
Outre Philadelphia, la sculpture LOVE a élu domicile dans les rues un peu partout dans le monde : New York, Madrid, Singapour, Taipei, Shanghai, Montréal, Fondation Pierre Gianadda, (à Martigny, Suisse), etc.
Le 14 février 2011, à l'occasion de la fête de la Saint-Valentin, le motif de LOVE fut repris de manière similaire au timbre dans le logo de Google, sur sa page d'accueil. Le second « O » du mot « GOOGLE » y était remplacé par un "V"[réf. nécessaire].
Indiana pensait que l’art réveille l’amour que les gens portent en eux à condition qu’ils le côtoient tous les jours[réf. nécessaire], se disant qu’avec une sculpture représentant l’amour, il ferait ressortir l’amour de chacun et qu’ainsi, toute une population pourrait facilement être plus amoureuse.
Cette statue a inspiré la pochette de l'album Renegades (2000) du groupe de N U alternatif Rage Against the Machine.

### Autres œuvres
- 1962 : Polygon : Pentagon, acrylique sur toile[2]
- 1968 : Love Rising, au Museum für Moderner Kunst Stiftung Ludwig, à Vienne.